# Mark Lutz (Schauspieler)

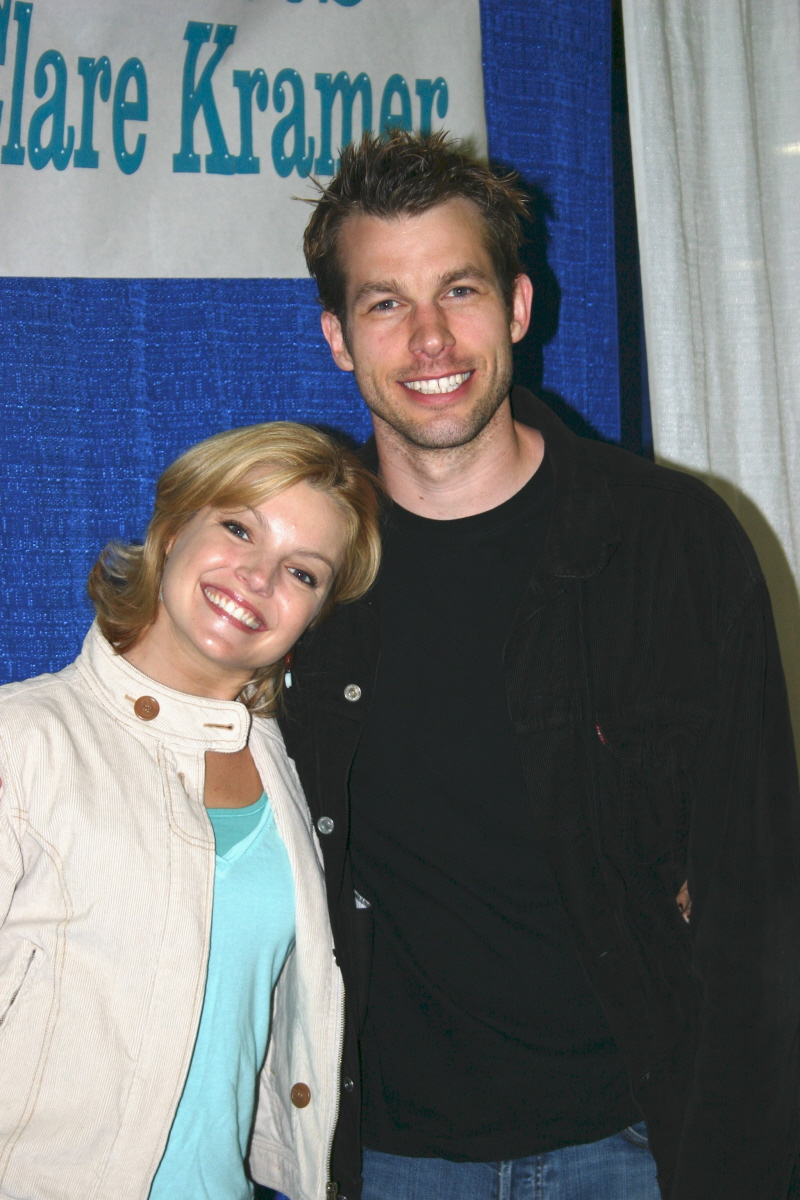
Clare Kramer und Mark Lutz auf einer Comicconvention in Pittsburg im April 2005

Mark Douglas Lutz (* 14. Februar 1970 in Montréal, Québec) ist ein kanadischer Schauspieler.

## Leben
Lutz wurde als ältestes von vier Kindern in Montréal geboren, zog aber im Alter von 13 Jahren nach Hongkong, wo er für vier Jahre lebte, bevor er nach Toronto zurückkehrte, um dort die High School zu beenden. Im Anschluss studierte er an der University of Guelph, wo er seinen Abschluss mit einem Bachelor mit Auszeichnung in Politikwissenschaften machte. Kurz nach dem Abschluss begann Lutz in der Unterhaltungsbranche zu arbeiten. Zunächst wurde er vor allem im Bereich der Improvisationscomedy gebucht. Ein Agent wurde auf ihn aufmerksam und innerhalb der nächsten sieben Jahre war Lutz’ Name in über 40 Abspännen von Filmen und Fernsehserien zu lesen. Seine bis dahin bekannteste Rolle war die des Hockeyspielers Jukka Branny-Acke in Power Play (1998). In der dramatischen Actionserie Nikita spielte er 1999 den Agenten McDaniel in der Folge 3.17 Degradiert (Third Party Ripoff). Im Januar 2001 zog Lutz nach Los Angeles, wo er kurze Zeit später in der Rolle des Groosalugg in Angel – Jäger der Finsternis besetzt wurde. Diese Rolle machte ihn auch weit über die kanadischen Landesgrenzen hinweg bekannt.
Neben seinem schauspielerischen Talent ist Lutz auch ein sehr begabter Schwimmer. Von der Grundschule bis hin zur Universität nahm er an Schwimmwettbewerben teil und schwamm beim Pointe Claire Swim Club. Er stellte neue kanadische Nationalrekorde und neue Ontario High School Rekorde auf. Zudem nahm er für sein Land an internationalen Schwimmwettbewerben teil, inklusive von Weltmeisterschaften sowie den Olympic Trials, die Auswahlprüfungen für die Olympischen Spiele. Er musste seine Schwimmkarriere jedoch aufgrund einer Schulterverletzung mit Anfang 20 vorzeitig beenden.
Lutz schrieb das Drehbuch für den Film Victor über den kanadischen Erfolgsschwimmer Victor Davis, der im Alter von 25 Jahren bei einem Autounfall ums Leben kam. Er spielte außerdem die Hauptrolle und war Co-Produzent.

## Filmografie (Auswahl)
- 1996: Specimen – Der Proband (Specimen)
- 1996: Dan und Jane: Unser Traum besiegt die Angst (A Brother’s Promise: The Dan Jansen Story, Fernsehfilm)
- 1997: Inner Action
- 1997: Rescuers – Die Geschichte der Helden (Rescuers: Stories of Courage: Two Women, Fernsehfilm)
- 1997: Der dritte Zwilling (The Third Twin, Fernsehfilm)
- 1997: Die verdeckte Karte (Face Down, Fernsehfilm)
- 1998: Heirate nie einen Cowboy (Nothing Too Good for a Cowboy, Fernsehfilm)
- 1998: PSI Factor – Es geschieht jeden Tag (PSI Factor – Chronicles of the Paranormal, Fernsehserie, 1 Folge)
- 1998–1999: Power Play (Fernsehserie, 13 Folgen)
- 1999: External Affairs
- 1999: Ich bin Du, und Du bist ich (A Saintly Switch)
- 1999: Ich liebe Dick (Dick)
- 1999: Relic Hunter – Die Schatzjägerin (Relic Hunter, Fernsehserie, 1 Folge)
- 2000: Harry’s Case (Fernsehfilm)
- 2000: Queer as Folk (Fernsehserie, Folge 1x11)
- 2001: Flug 534 – Tod über den Wolken (Rough Air: Danger on Flight 534, Fernsehfilm)
- 2001: Zwei sind einer zuviel (The Facts of Life Reunion)
- 2001–2002: Angel – Jäger der Finsternis (Angel, Fernsehserie, 9 Folgen)
- 2002: Friends (Fernsehserie, Folge 8x17)
- 2002: Interstate 60
- 2002: Emergency Room – Die Notaufnahme (ER, Fernsehserie, Folge 8x15)
- 2006: Miranda & Gordon (Kurzfilm)
- 2006: A Lobster Tale
- 2007: Victor (Fernsehfilm)
- 2013: Finding Christmas (Fernsehfilm)
- 2015: Asteroid – Zerstörung aus dem All (Meteor Assault, Fernsehfilm)
- 2019: Departure (Fernsehserie, 4 Folgen)